# Rosmanol
Rosmanol ist eine organische Verbindung aus der Klasse der phenolischen Diterpene. Die Verbindung wurde erstmals 1981 nach Extraktion aus Rosmarin (Rosmarinus officinalis) beschrieben. Ein verbesserter Strukturvorschlag erfolgte durch dieselbe Gruppe 1984.

## Gewinnung
Die Verbindungen kommt natürlich in beispielsweise Rosmarin und Salbei vor. Aus diesen kann ein Extrakt durch Extraktion mittels organischer Lösungsmittel wie n-Hexan und anschließender Dampfdestillation gewonnen werden, als modernere Verfahren zur Extraktion sind beispielsweise mittels PLE bzw. SFE beschrieben. Die Auftrennung des Extrakts durch Gewinnung des Rosmanols erfolgt durch Flüssigchromatographie wie HPLC-MS.
Die Darstellung kann alternativ ausgehend von Carnosolsäure nach Umsetzung zu Carnosol mittels Zugabe von Natriumhydrogencarbonat in Aceton erfolgen.

## Eigenschaften
Die möglichen Anwendung dieser Verbindung sind aktuell Gegenstand der Forschung. In vitro konnten verglichen mit Carnosol höhere antioxidative Eigenschaften nachgewiesen werden. Auch ein Beitrag der Verbindung an den entzündungshemmenden Eigenschaften von Rosmarin kann nicht ausgeschlossen werden.